# زينب بيجوم
زينب بيجوم (بالفارسي: زینب بیگم) (ت 31 مايو 1640) هي الابنة الرابعة للملك الصفوي (الشاه) طهماسب الأول (حكم من 1524 إلى 1576)، وتعتبر واحدة من الأميرات الأكثر تأثيراً في العصر الصفوي.